# Pleogynopteryx
Pleogynopteryx là một chi bướm đêm thuộc họ Geometridae.